# 800 mètres féminin aux Jeux olympiques d'été de 2024
Pour des articles plus généraux, voir Athlétisme aux Jeux olympiques d'été de 2024 et 800 mètres aux Jeux olympiques.
Navigation
Tokyo 2020 Los Angeles 2028
L'épreuve du 800 mètres féminin aux Jeux olympiques de 2024 se déroule du 2 au 5 août 2024 au Stade de France, au nord de Paris, en France.

## Records
Avant cette compétition, les records dans cette discipline étaient les suivants : 
| Record du monde  | Jarmila Kratochvílová (TCH) | 1 min 53 s 28 | Munich | 26 juillet 1983 |
| Record olympique | Nadiya Olizarenko (URS)     | 1 min 53 s 43 | Moscou | 27 juillet 1980 |

## Programme
| Date            | Horaire | Manche       |
| --------------- | ------- | ------------ |
| Vendredi 2 août | 17 h 40 | Premier tour |
| Samedi 3 août   | 10 h 00 | Repêchage    |
| Dimanche 4 août | 18 h 30 | Demi-finale  |
| Lundi 5 août    | 18 h 30 | Finale       |

## Médaillées
| Or               | Argent       | Bronze     |
| Keely Hodgkinson | Tsige Duguma | Mary Moraa |

## Résultats

### Premier tour
| Rang | Athlète                  | Pays            | Temps          | Notes |
| ---- | ------------------------ | --------------- | -------------- | ----- |
| 1    | Jemma Reekie             | Grande-Bretagne | 2:00:00        | Q     |
| 2    | Gabriela Gajanová        | Slovaquie       | 2:00:29        | Q     |
| 3    | Juliette Whittaker (en)  | États-Unis      | 2:00:45 (.442) | Q     |
| 4    | Valentina Rosamilia (en) | Suisse          | 2:00:45 (.445) |       |
| 5    | Jazz Shukla (en)         | Canada          | 2:00:80        |       |
| 6    | Léna Kandissounon        | France          | 2:00:97        |       |
| 7    | Habitam Alemu            | Éthiopie        | 2:02:19        |       |
| 8    | Amal Al Roumi            | Koweït          | 2:11:35        |       |
| 9    | Layla Al-Masri           | Palestine       | 2:12:21        |       |

| Rang | Athlète                  | Pays           | Temps   | Notes |
| ---- | ------------------------ | -------------- | ------- | ----- |
| 1    | Daily Cooper Gaspar (en) | Cuba           | 1:58:88 | Q     |
| 2    | Prudence Sekgodiso       | Afrique du Sud | 1:59:84 | Q     |
| 3    | Rachel Pellaud (en)      | Suisse         | 2:00:07 | Q     |
| 4    | Halimah Nakaayi          | Ouganda        | 2:00:51 |       |
| 5    | Nelly Jepkosgei          | Bahreïn        | 2:00:63 |       |
| 6    | Flávia de Lima (en)      | Brésil         | 2:00:73 | SB    |
| 7    | Lorena Martín (en)       | Espagne        | 2:02:52 |       |
| 8    | Anna Wielgosz            | Pologne        | 2:02:54 |       |

| Rang | Athlète                      | Pays            | Temps   | Notes |
| ---- | ---------------------------- | --------------- | ------- | ----- |
| 1    | Worknesh Mesele              | Éthiopie        | 1:58:07 | PB Q  |
| 2    | Rénelle Lamote               | France          | 1:58:59 | Q     |
| 3    | Phoebe Gill (en)             | Grande-Bretagne | 1:58:83 | Q     |
| 4    | Eloisa Coiro (en)            | Italie          | 1:59:19 | PB    |
| 5    | Vivian Chebet Kiprotich (en) | Kenya           | 1:59:90 |       |
| 6    | Rose Mary Almanza            | Cuba            | 2:00:36 |       |
| 7    | Anita Horvat                 | Slovénie        | 2:00:91 |       |
| 8    | Assia Raziki                 | Maroc           | DQ      |       |

| Rang | Couloir | Athlète                   | Pays                          | Temps   | Notes |
| ---- | ------- | ------------------------- | ----------------------------- | ------- | ----- |
| 1    |         | Keely Hodgkinson          | Grande-Bretagne               | 1:59:31 | Q     |
| 2    |         | Nia Akins                 | États-Unis                    | 1:59:67 | Q     |
| 3    |         | Noélie Yarigo             | Bénin                         | 1:59:68 | Q     |
| 4    |         | Eveliina Määttänen (en)   | Finlande                      | 2:00:02 |       |
| 5    |         | Majtie Kolberg (en)       | Allemagne                     | 2:00:55 |       |
| 6    |         | Oratile Nowe (en)         | Botswana                      | 2:01:00 |       |
| 7    |         | Catriona Bisset           | Australie                     | 2:01:60 |       |
| 8    |         | Adelle Tracey             | Jamaïque                      | 2:03:47 | SB    |
| 9    |         | Perina Lokure Nakang (en) | Équipe olympique des réfugiés | 2:08:20 | PB    |

| Rang | Athlète              | Pays                            | Temps   | Notes |
| ---- | -------------------- | ------------------------------- | ------- | ----- |
| 1    | Tsige Duguma         | Éthiopie                        | 1:57:90 | Q     |
| 2    | Mary Moraa           | Kenya                           | 1:57:95 | Q     |
| 3    | Shafiqua Maloney     | Saint-Vincent-et-les-Grenadines | 1:58:23 | NR Q  |
| 4    | Anaïs Bourgoin       | France                          | 1:58:47 |       |
| 5    | Abbey Caldwell (en)  | Australie                       | 1:58:49 |       |
| 6    | Lorea Ibarzabal (en) | Espagne                         | 2:00:71 |       |
| 7    | Sanu Jallow          | Gambie                          | 2:03:91 |       |
| 8    | Gresa Bakraçi        | Kosovo                          | 2:13:29 |       |

| Rang | Athlète                    | Pays       | Temps   | Notes |
| ---- | -------------------------- | ---------- | ------- | ----- |
| 1    | Natoya Goule-Toppin        | Jamaïque   | 1:58:66 | Q     |
| 2    | Claudia Hollingsworth (en) | Australie  | 1:58:77 | Q     |
| 3    | Lilian Odira               | Kenya      | 1:58:83 | PB Q  |
| 4    | Gabija Galvydytė (en)      | Lituanie   | 1:59:18 | PB    |
| 5    | Audrey Werro               | Suisse     | 1:59:38 |       |
| 6    | Allie Wilson (en)          | États-Unis | 1:59:69 |       |
| 7    | Elena Bellò (en)           | Italie     | 1:59:98 |       |
| 8    | Tharushi Dissanayaka       | Sri Lanka  | 2:07:76 |       |

### Repêchage
| Rang | Athlète               | Pays      | Temps   | Notes |
| ---- | --------------------- | --------- | ------- | ----- |
| 1    | Abbey Caldwell (en)   | Australie | 2:00:07 | Q     |
| 2    | Eloisa Coiro (en)     | Italie    | 2:00:31 |       |
| 3    | Audrey Werro          | Suisse    | 2:00:62 |       |
| 4    | Gabija Galvydytė (en) | Lituanie  | 2:00:66 |       |
| 5    | Flávia de Lima (en)   | Brésil    | 2:01:64 |       |
| 6    | Halimah Nakaayi       | Ouganda   | 2:02:88 |       |
| 7    | Lorena Martín (en)    | Espagne   | 2:03:04 |       |

| Rang | Athlète                  | Pays       | Temps   | Notes |
| ---- | ------------------------ | ---------- | ------- | ----- |
| 1    | Anaïs Bourgoin           | France     | 1:59:52 | Q     |
| 2    | Valentina Rosamilia (en) | Suisse     | 1:59:65 | Q     |
| 3    | Allie Wilson (en)        | États-Unis | 1:59:73 |       |
| 4    | Anita Horvat             | Slovénie   | 2:00:56 |       |
| 5    | Adelle Tracey            | Jamaïque   | 2:03:67 |       |
| 6    | Sanu Jallow              | Gambie     | 2:04:44 |       |
| 7    | Anna Wielgosz            | Pologne    | 2:05:77 |       |
| 8    | Layla Al-Masri           | Palestine  | 2:16:72 |       |

| Rang | Athlète                   | Pays                          | Temps   | Notes |
| ---- | ------------------------- | ----------------------------- | ------- | ----- |
| 1    | Rose Mary Almanza         | Cuba                          | 2:01:54 | Q     |
| 2    | Jazz Shukla (en)          | Canada                        | 2:02:00 |       |
| 3    | Catriona Bisset           | Australie                     | 2:02:35 |       |
| 4    | Elena Bellò (en)          | Italie                        | 2:02:91 |       |
| 5    | Oratile Nowe (en)         | Botswana                      | 2:03:29 |       |
| 6    | Léna Kandissounon         | France                        | 2:03:40 |       |
| 7    | Perina Lokure Nakang (en) | Équipe olympique des réfugiés | 2:11:33 |       |
| 7    | Gresa Bakraçi             | Kosovo                        | DQ      |       |

| Rang | Athlète                      | Pays      | Temps   | Notes |
| ---- | ---------------------------- | --------- | ------- | ----- |
| 1    | Majtie Kolberg (en)          | Allemagne | 1:59:08 | Q     |
| 2    | Vivian Chebet Kiprotich (en) | Kenya     | 1:59:31 |       |
| 3    | Lorea Ibarzabal (en)         | Espagne   | 1:59:81 |       |
| 4    | Eveliina Määttänen (en)      | Finlande  | 2:00:38 |       |
| 5    | Nelly Jepkosgei              | Bahreïn   | 2:01:12 |       |
| 6    | Habitam Alemu                | Éthiopie  | 2:02:73 |       |
| 7    | Tharushi Dissanayaka         | Sri Lanka | 2:06:66 |       |
| 8    | Amal Al Roumi                | Koweït    | 2:12:13 |       |

### Demi-finales
Les 2 premiers de chaque série sont qualifiés directement (Q) pour la finale, ainsi que les deux meilleurs temps (q), hors places 1 et 2.
| Rang | Athlète                  | Pays            | Temps   | Notes |
| ---- | ------------------------ | --------------- | ------- | ----- |
| 1    | Mary Moraa               | Kenya           | 1:57:86 | Q     |
| 2    | Worknesh Mesele          | Éthiopie        | 1:58:06 | PB Q  |
| 3    | Daily Cooper Gaspar (en) | Cuba            | 1:58:39 | PB    |
| 4    | Phoebe Gill (en)         | Grande-Bretagne | 1:58:47 |       |
| 5    | Abbey Caldwell (en)      | Australie       | 1:58:52 |       |
| 6    | Natoya Goule-Toppin      | Jamaïque        | 1:59:14 |       |
| 7    | Valentina Rosamilia (en) | Suisse          | 1:59:27 |       |
| 8    | Noélie Yarigo            | Bénin           | 2:01:35 |       |

| Rang | Athlète                      | Pays                            | Temps   | Notes |
| ---- | ---------------------------- | ------------------------------- | ------- | ----- |
| 1    | Tsige Duguma                 | Éthiopie                        | 1:57:47 | PB Q  |
| 2    | Shafiqua Maloney             | Saint-Vincent-et-les-Grenadines | 1:57:59 | NR Q  |
| 3    | Juliette Whittaker (en)      | États-Unis                      | 1:57:76 | Q     |
| 4    | Rénelle Lamote               | France                          | 1:57:78 | Q     |
| 5    | Jemma Reekie                 | Grande-Bretagne                 | 1:58:01 |       |
| 6    | Gabriela Gajanová            | Slovaquie                       | 1:58:22 | NR    |
| 7    | Majtie Kolberg (en)          | Allemagne                       | 1:58:52 | PB    |
| 8    | Vivian Chebet Kiprotich (en) | Kenya                           | 1:59:64 |       |

| Rang | Athlète                    | Pays            | Temps   | Notes |
| ---- | -------------------------- | --------------- | ------- | ----- |
| 1    | Keely Hodgkinson           | Grande-Bretagne | 1:56:86 | Q     |
| 2    | Prudence Sekgodiso         | Afrique du Sud  | 1:57:57 | Q     |
| 3    | Nia Akins                  | États-Unis      | 1:58:20 |       |
| 4    | Lilian Odira               | Kenya           | 1:58:53 | PB    |
| 5    | Rose Mary Almanza          | Cuba            | 1:58:73 | SB    |
| 6    | Anaïs Bourgoin             | France          | 1:59:62 |       |
| 7    | Claudia Hollingsworth (en) | Australie       | 2:01:51 |       |
| 8    | Rachel Pellaud (en)        | Suisse          | 2:03:36 |       |

### Finale
| Rang                                | Athlète                 | Pays                            | Temps   | Notes |
| ----------------------------------- | ----------------------- | ------------------------------- | ------- | ----- |
| Médaille d'or, Jeux olympiques      | Keely Hodgkinson        | Grande-Bretagne                 | 1:56:72 |       |
| Médaille d'argent, Jeux olympiques  | Tsige Duguma            | Éthiopie                        | 1:57:15 | PB    |
| Médaille de bronze, Jeux olympiques | Mary Moraa              | Kenya                           | 1:57:42 |       |
| 4                                   | Shafiqua Maloney        | Saint-Vincent-et-les-Grenadines | 1:57:66 |       |
| 5                                   | Rénelle Lamote          | France                          | 1:58:19 |       |
| 6                                   | Worknesh Mesele         | Éthiopie                        | 1:58:28 |       |
| 7                                   | Juliette Whittaker (en) | États-Unis                      | 1:58:50 |       |
| 8                                   | Prudence Sekgodiso      | Afrique du Sud                  | 1:58:79 |       |

## Légende
Records et Performances
- AR : Record continental (area record)
- CR : Record des championnats (championship record)
- MR : Record du meeting (meet record)
- NR : Record national (national record)
- OR : Record olympique (olympic record)
- PR : Record paralympique (paralympic record)
- PB : Record personnel (personal best)
- SB : Meilleure performance personnelle de la saison (season's best)
- WL : Meilleure performance mondiale de l'année (world leader)
- WJR : Record du monde junior (world junior record)
- WR : Record du monde (world record)

Circonstances et Conditions
- DNF : N'a pas terminé (did not finish)
- DNS : N'a pas pris le départ (did not start)
- DQ : Disqualification (disqualification)
- NM : Aucun essai valable enregistré (No Mark)
- Q : Qualifié « directement » au prochain tour (ou à la prochaine compétition), lors d'une compétition majeure, grâce au classement ou à la réalisation des minima (automatic qualifier)
- q : Qualifié au prochain tour (ou à la prochaine compétition), lors d'une compétition majeure, grâce au repêchage ou à la réalisation de l'une des meilleures performances parmi celles des « non qualifiés directement » (grâce au meilleur temps ou à la meilleure distance par exemple) (secondary qualifier)